# Cabeçada

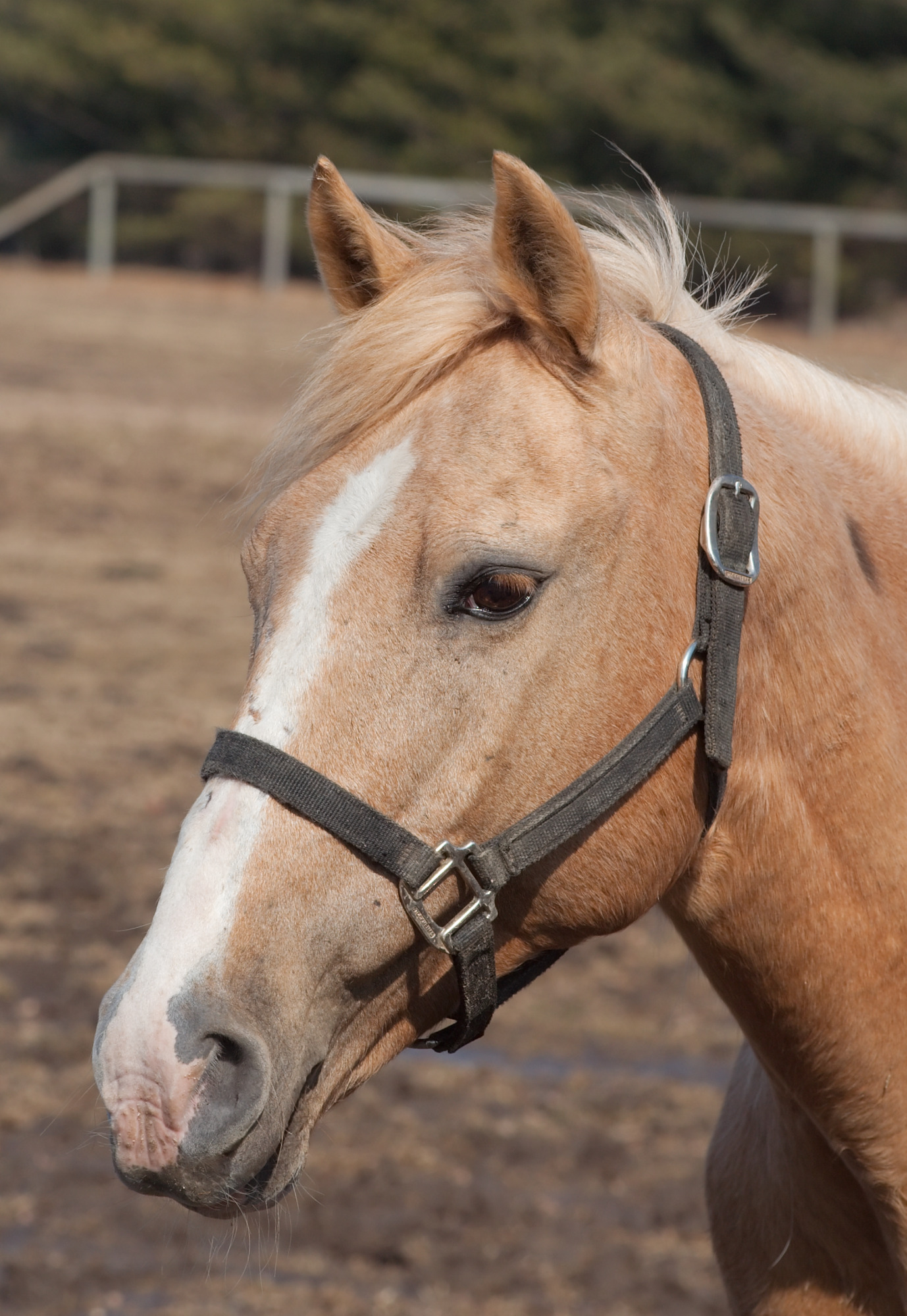
Cavall amb cabeçada

La cabeçada o morralla (generalment usat en plural: morralles) és el bastiment de corretges que es col·loca en el cap del cavall per a afermar el mos. Pot ser de cuir o seda. Les morralles se semblen a un cabestre però llur funció és més aviat de guiar i mantenir el cavall desmuntat. A les morralles, hom hi lliga o agafa un dogal i no pas unes regnes.
Consta comunament de dues peces principals, la sotagola i el cabestre, agafades per dues corretges curtes anomenades traves.
- La sotagola o gorgera de la cabeçada i el de la cabeçada de brida, es diferencien pel fet que el primer és una corretja molt doble i ampla, que té un eixamplament en la part que toca el cap del cavall.[5]

- El mos és pròpiament una muserola, d'igual resistència, que abraça el musell de l'equí, i que té també un eixamplament en la seva part davantera.[5]

Aquestes dues peces que s'escurcen i s'allarguen per mitjà d'una sivella que cadascuna té al costat esquerre en la mateixa forma que la sotagola i la muserola de la cabeçada de la brida, estan agafades per darrere amb dues anelles que són les peces on entren les branques de la cabeçada mateixa.

## Menes

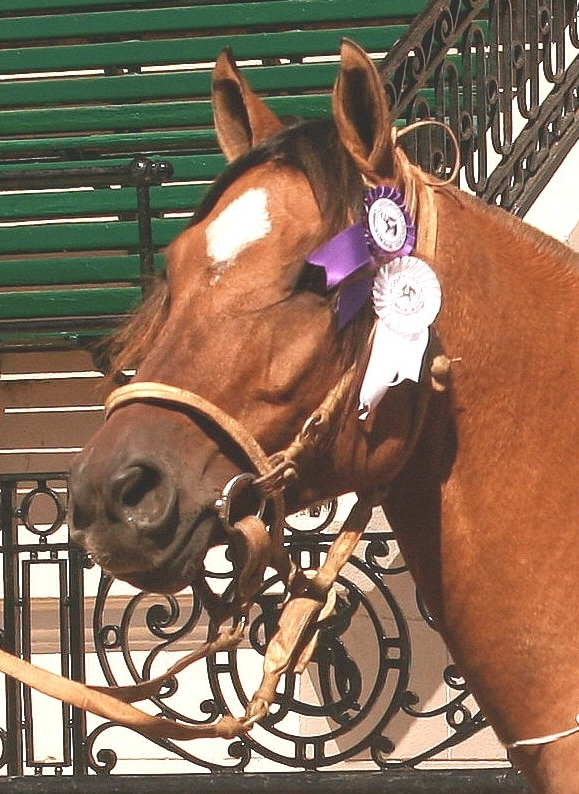
Cabeçada de cuir cru

Segons el seu objecte rep diferents noms.

### Cabeçada de brida
És un corretatge o guarnició de cuir o de seda que cenyeix i abraça el cap del cavall. S'empra per a sostenir el mos i les dues regnes. Està composta de testera, frontal (o frontalera), muserola, sotagola, galteres i portacabestre. La sotagola i la muserola estan agafats per darrere amb dues anelles, que són les peces per on entren les branques de la cabeçada mateixa.

### Cabeçada de menjadora
La que s'usa per a fermar l'animal a la menjadora amb el dogal que porta a propòsit. Consta de testera, frontalera, muserola, sotagola, galteres i anella del dogal. Alternativament, aquesta mena de cabeçada pot tenir un mos —que és la part que es col·loca darrere de les orelles—, del cabestre, i de dos galteres que uneixen les peces anteriors. Demés es col·loquen a banda i banda del cap del cavall, dues anelletes unides per una baula, les quals subjecten la cabeçada, i de les quals es pren el dogal, a què es poden afegir la sotagola les frontaleres, que no són peces indispensables.

### Cabeçada pollinera
La de cànem que es posa als poltres.